# Heliga apostlarna Petrus och Paulus kyrka, Dub
Heliga apostlarna Petrus och Paulus kyrka (serbisk kyrilliska: Црква Светих апостола Петра и Павла; latinska: Crkva Svetih apostola Petra i Pavla; kyrkslaviska: Це́рковь Свѧты́хъ Апостлавъ Петра̀ и҆ Па́вла) är en serbisk-ortodox kyrkobyggnad belägen i byn Dub i regionen Šumadija och västra Serbien, i västra Serbien.
Kyrkan är helgad åt apostlarna Petrus och Paulus. Den tillhör Žičas stift.

## Bilder

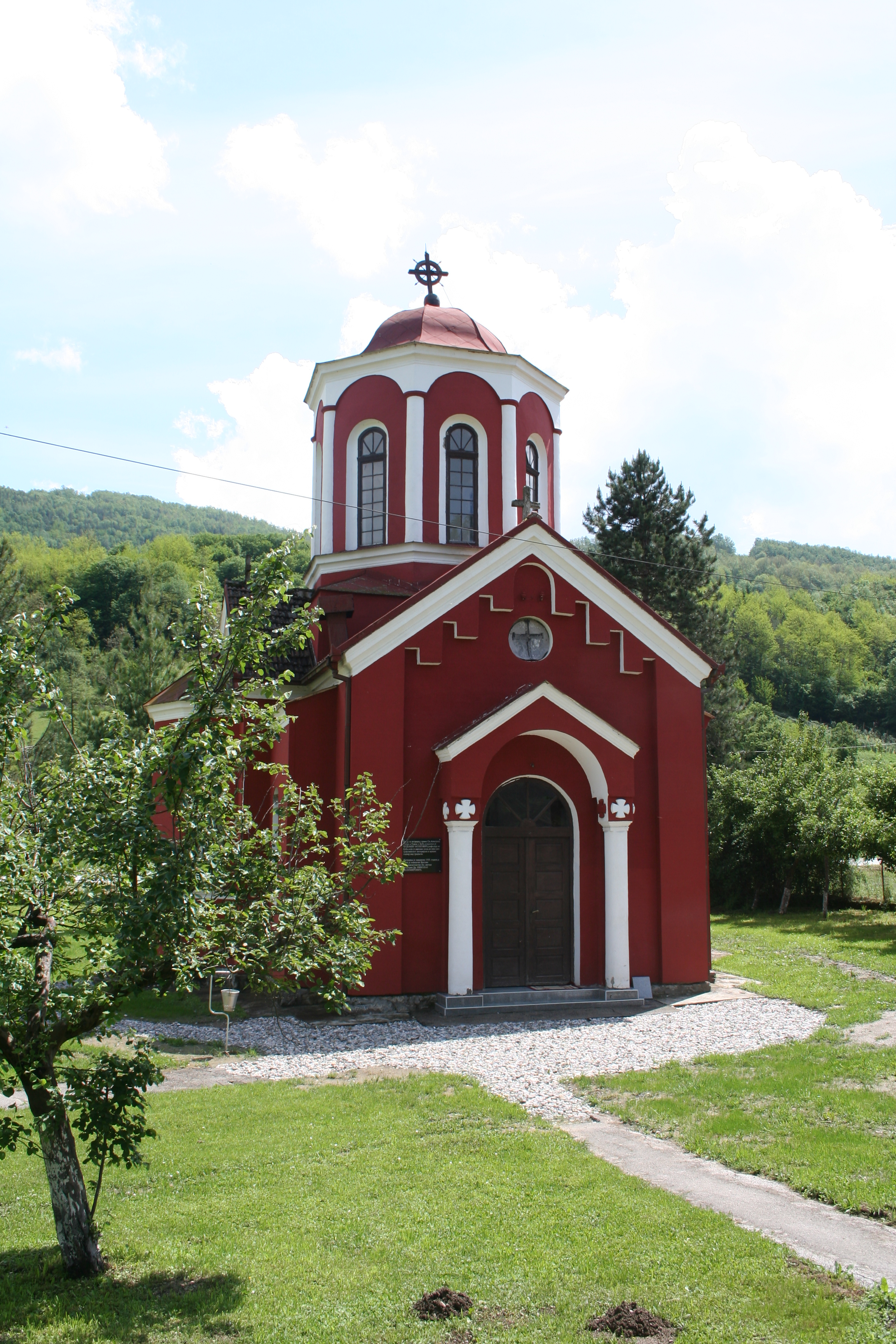
Framsidan och ingången.
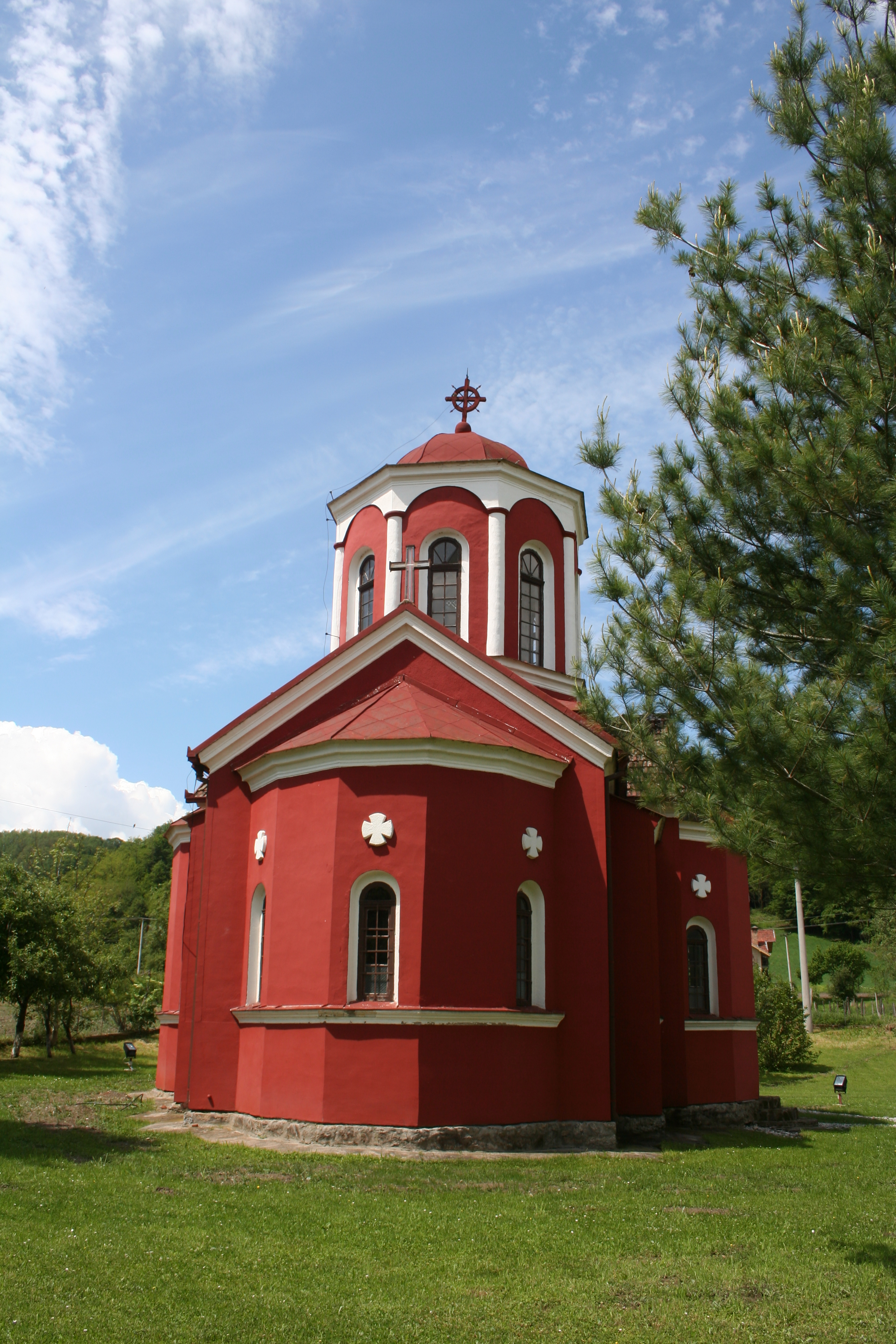
Baksidan och absiden.
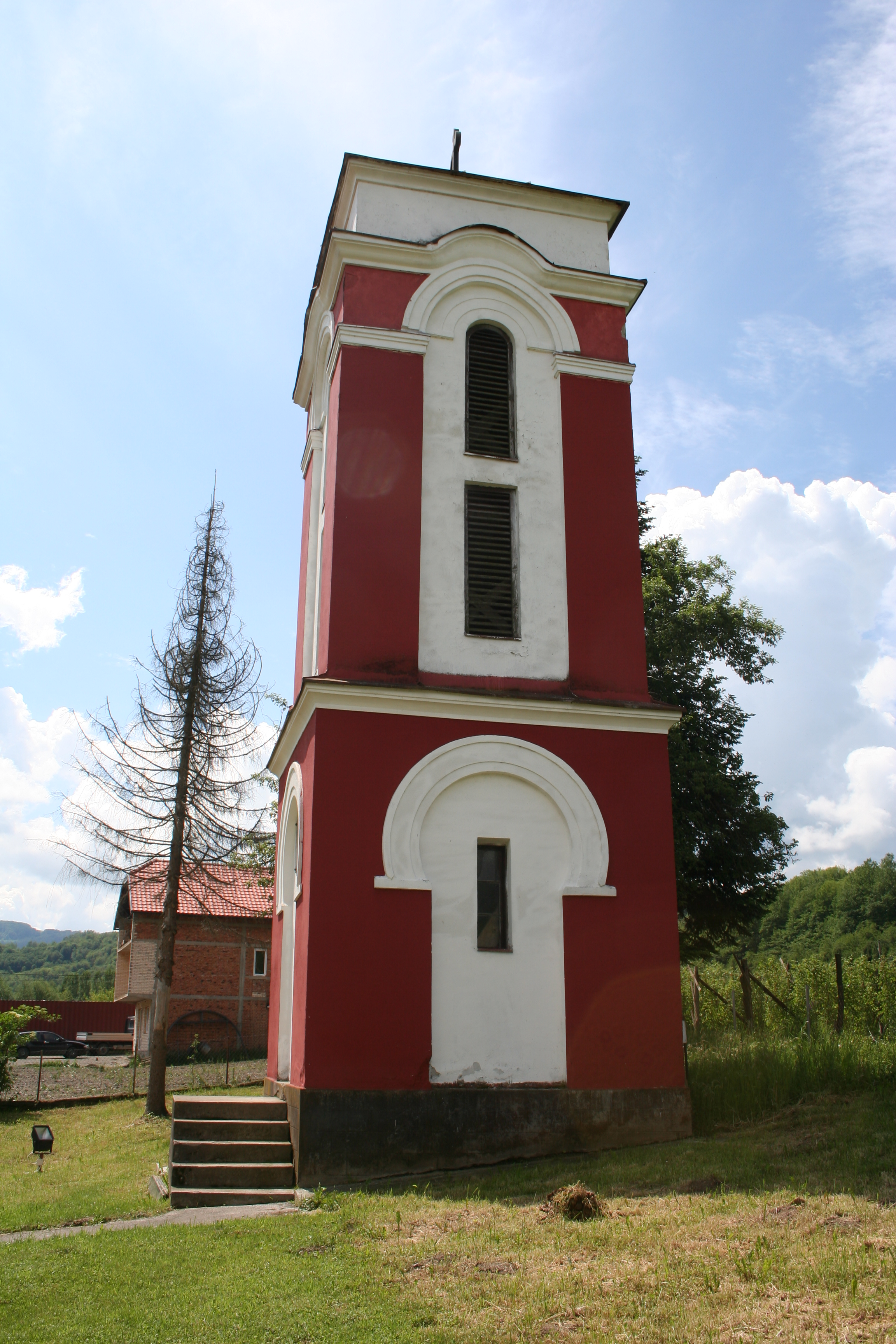
Klockstapeln.